# S:t Karins
S:t Karins (finska: Kaarina) är en stad i landskapet Egentliga Finland. S:t Karins har 35 497 invånare och har en yta på 179,58 km². Stadens bebyggelse har i stort sett vuxit samman med Åbo.
S:t Karins är enspråkigt finskt, men av befolkningen är 4,0 procent svenskspråkiga. Dessa ökar stadigt till antalet och är (2012) nästan 1300 personer. S:t Karins har numera en svensk skola och kan därmed räknas som en så kallad svensk språkö. Staden gränsar dock till de tvåspråkiga Pargas och Åbo, den förra med svenskspråkig majoritet. Kommunen ombildades till stad 1 januari 1993, och kommunen Pikis inkorporerades 1 januari 2009.

## Historia
I Ravattula har man hittat resterna av som nu är Finlands äldsta kända kyrka (se Ravattula kyrka). Man räknar dock med att liknande kyrkor funnits också annanstans under samma tid.

## Geografi
I kommunen finns byarna och egendomarna Auvaisberg (finska: Auvainen), Böle, Finby, Jullas (Julla), Krogsby, Kustö gård (Kuusisto), Lillby (Vähäkylä), Littois (Littoinen), Munkäng (Munkke), Rävnäs, Sibbas (Sipi), Storby (Isokylä), Tors (Tuorsi) Träskby (fi.: Järvenkylä) och Ämboda (Empo). Här finns också öarna Kustö (Kuusisto), Mjölö (Jauhosaari), udden Lemo udde (Lemunniemi), sjön Littois träsk (Littoistenjärvi) samt sundet Kustö sund (Kuusistonsalmi). Lemofjärden skiljer S:t Karins från Åbo.

## Politik

### Mandatfördelning i S:t Karins stad, valen 1976–2025
| 10 | 10 |  | 2 |  | 11 |

| 8 | 10 |  |  |  | 14 |

| 7 | 14 | 2 | 2 |  | 17 |

| 7 | 14 |  | 3 |  |  | 16 |

| 7 | 11 | 8 | 3 |  |  | 12 |

| 5 | 13 | 6 | 3 |  |  | 14 |

| 4 | 12 | 8 | 3 |  | 2 | 13 |

| 4 | 12 | 7 | 2 | 2 | 2 | 14 |

| 26 | 17 |

| 4 | 13 | 7 |  | 4 |  |  | 18 |

| 35 | 16 |

| 4 | 12 | 6 | 6 |  |  | 3 | 16 |

| 27 | 24 |

| 3 | 12 | 9 | 5 | 3 |  | 3 | 15 |

| 25 | 26 |

| 3 | 11 | 7 | 7 |  |  | 3 | 17 |

| 22 | 29 |

| 3 | 14 | 8 | 3 | 3 |  |  | 17 |

| 20 | 31 |

## Demografi

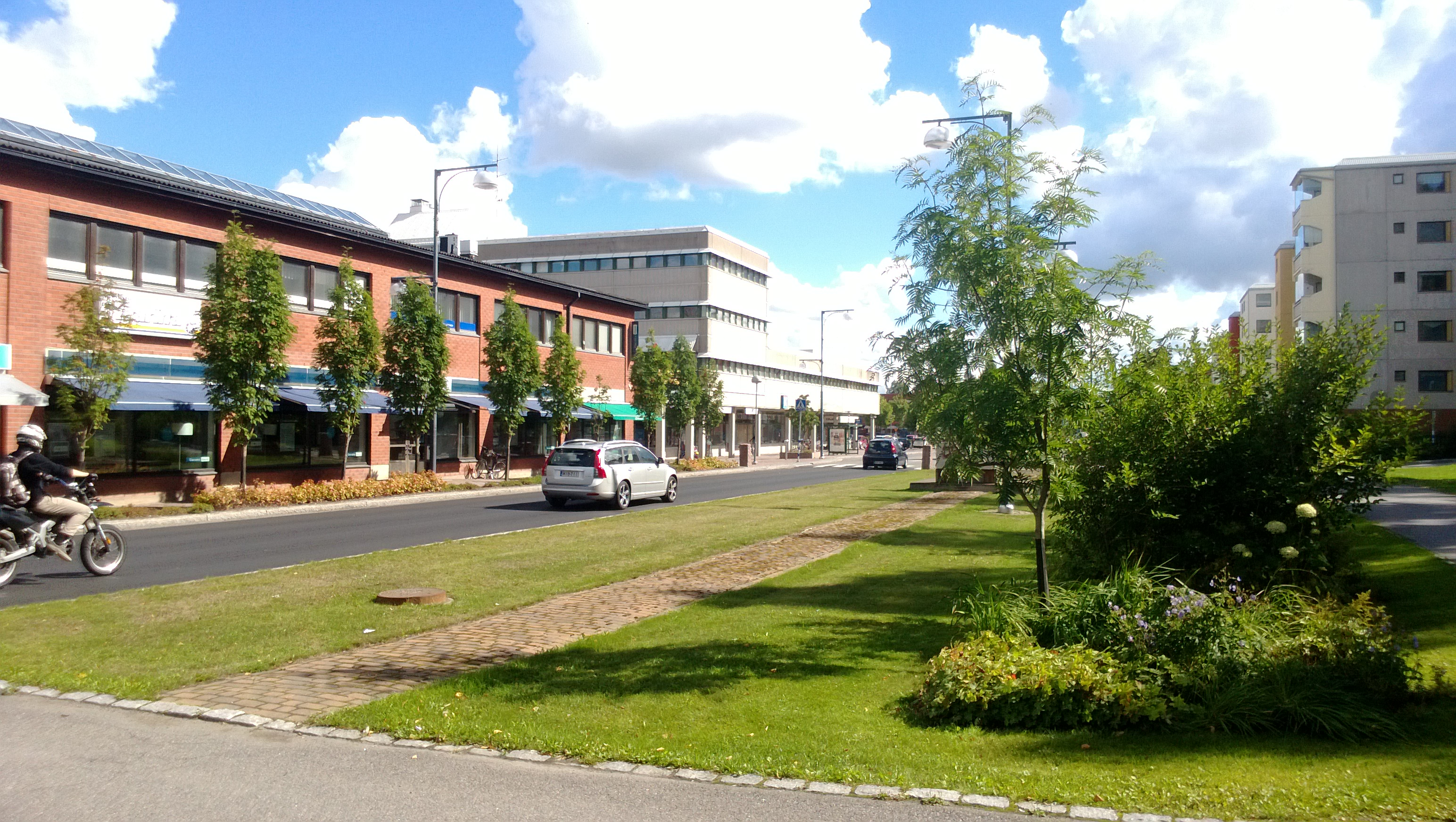
S:t Karins stads centrum.

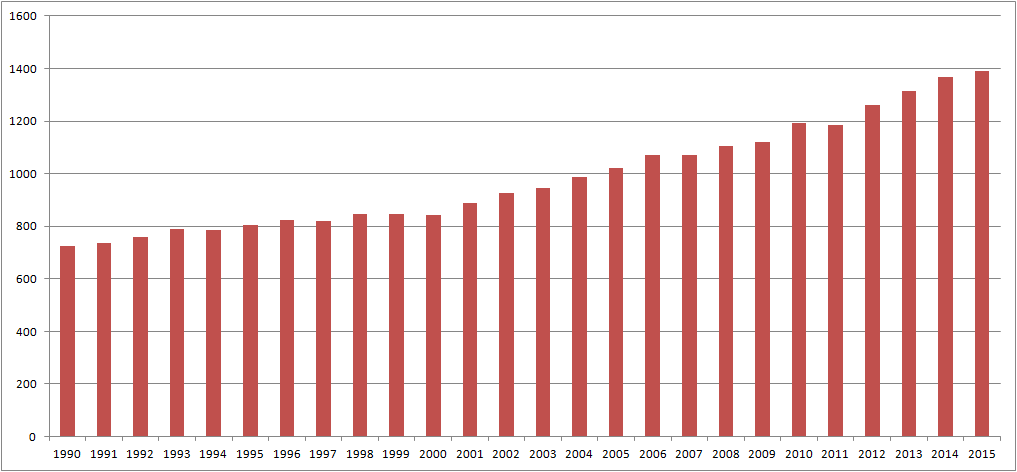
Antal svenskregistrerade personer i S:t Karins under perioden 1990-2015, enligt Statistikcentralen.

### Befolkningsutveckling
| Befolkningsutvecklingen i S:t Karins stad 1975–2020                                                          | Befolkningsutvecklingen i S:t Karins stad 1975–2020 | Befolkningsutvecklingen i S:t Karins stad 1975–2020 | Befolkningsutvecklingen i S:t Karins stad 1975–2020 | Befolkningsutvecklingen i S:t Karins stad 1975–2020 |
| --- | --------------------------------------------------- | --------------------------------------------------- | --------------------------------------------------- | --------------------------------------------------- |
| |                                                     |                                                     |                                                     |                                                     |
| År |                                                     |                                                     | Folkmängd                                           |                                                     |
| 1975 | 1975                                                |                                                     | 17 444                                              |                                                     |
| 1980 | 1980                                                |                                                     | 19 351                                              |                                                     |
| 1985 | 1985                                                |                                                     | 21 981                                              |                                                     |
| 1990 | 1990                                                |                                                     | 24 390                                              |                                                     |
| 1995 | 1995                                                |                                                     | 25 457                                              |                                                     |
| 2000 | 2000                                                |                                                     | 26 746                                              |                                                     |
| 2005 | 2005                                                |                                                     | 28 967                                              |                                                     |
| 2010 | 2010                                                |                                                     | 30 911                                              |                                                     |
| 2015 | 2015                                                |                                                     | 32 590                                              |                                                     |
| 2020 | 2020                                                |                                                     | 34 667                                              |                                                     |
| Anm: Uppgifterna avser förhållandena den 31 december nämnda år enligt områdesindelningen den 1 januari 2022. |                                                     |                                                     |                                                     |                                                     |

### Språk
Befolkningen efter språk (modersmål) den 31 december 2022. Finska, svenska och samiska räknas som inhemska språk då de har officiell status i landet. Resten av språken räknas som främmande. För språk med färre än 10 talare är siffran dold av Statistikcentralen på grund av sekretesskäl. Språk med färre än 50 talare har räknats ihop för att minska tabellens storlek.
| Språk                                       | Talare 2022-12-31 | Talare 2022-12-31 |
| Språk                                       | Antal             | Andel (%)         |
| ------------------------------------------- | ----------------- | ----------------- |
| Hela befolkningen                           | 35 848            | 100,0             |
| Inhemska språk totalt                       | 33 767            | 94,2              |
| Finska                                      | 32 027            | 89,3              |
| Svenska                                     | 1 740             | 4,9               |
| Främmande språk totalt                      | 2 081             | 5,8               |
| Ryska                                       | 314               | 0,9               |
| Estniska                                    | 229               | 0,6               |
| Arabiska                                    | 228               | 0,6               |
| Albanska                                    | 167               | 0,5               |
| Engelska                                    | 120               | 0,3               |
| Vietnamesiska                               | 114               | 0,3               |
| Kurdiska                                    | 88                | 0,2               |
| Kinesiska                                   | 72                | 0,2               |
| Persiska                                    | 65                | 0,2               |
| Rumänska                                    | 61                | 0,2               |
| Bosniska                                    | 58                | 0,2               |
| Thailändska                                 | 56                | 0,2               |
| Spanska                                     | 52                | 0,1               |
| Språk med färre än 50 talare men fler än 10 | 314               | 0,9               |
| Språk med färre än 10 talare                | 143               | 0,4               |

|  | Finska (89,3 %) |

|  | Svenska (4,9 %) |

|  | Främmande språk (5,8 %) |

|  | Finska (89,3 %) |

|  | Svenska (4,9 %) |

|  | Främmande språk (5,8 %) |